# Kinue Hitomi
Kinue Hitomi (japonès: 人見絹枝)  (Okayama, 1 de gener de 1907 - Osaka, 2 d'agost de 1931) va ser una atleta japonesa que va competir durant les dècades de 1920 i 1930, anys en què va posseir diversos rècords mundials. Va ser la primera dona japonesa a guanyar una medalla olímpica i en representar el Japó en uns Jocs Olímpics.
S'inicià en l'esport a secundària, on jugà a tennis. El 1923 començà a practicar l'atletisme i ben aviat va destacar guanyant diversos campionats de triple salt i llançament de javelina en què aconseguí rècords no oficials, fins i tot a nivell mundial. El 1926 va participar en els Segons Jocs Mundials Femenins de Göteborg, on guanyà la medalla d'or en la prova del salt de llargada i salt de llargada aturat, així com la de plata en llançament de disc i la de bronze en les 100 iardes.
En anys posteriors va continuar dominant l'atletisme femení al Japó, establint nous rècords mundials en diferents proves, com els 100 metres, els 200 metres i el salt de llargada.
El 1928 va prendre part en els Jocs Olímpics d'Amsterdam, on va disputar dues proves del programa d'atletisme. En la prova dels 800 metres va guanyar la medalla de plata, mentre en la dels 100 metres quedà eliminada en semifinals.
El 1930 va participar en els Tercers Jocs Mundials Femenins que es van disputar a Praga, on guanyà l'or en el salt de llargada, la plata en triatló i el bronze en els 60 metres i el llançament de javelina,  tot i patir febre. En acabar la competició l'equip japonès va fer una gira per Varsòvia, Berlín, Brussel·les, París i Londres durant el següent mig mes. Aquesta gira va empitjorar  la seva salut. El 25 de març de 1931 va ingressar en un hospital d'Osaka, on va morir d'una pneumònia el 2 d'agost, només tres anys després de la final olímpica d'Amsterdam dels 800 metres.

## Millors marques
- 100 metres. 12.2" (1928)
- 200 metres. 25.2" (1929)
- 800 metres. 2' 17.6" (1929)
- Salt de llargada. 5,98 metres (1928)
- Llançament de disc. 34,18 metres (1929)
- Llançament de javelina. 37,44 metres (1930)[3]